# The Gardens
The Gardens är en del av en befolkad plats i Australien. Den ligger i kommunen Darwin och territoriet Northern Territory, nära territoriets huvudstad Darwin. Antalet invånare är 877.
Runt The Gardens är det tätbefolkat, med 550 invånare per kvadratkilometer.. Närmaste större samhälle är Darwin, nära The Gardens.